# Mingora

Semi-precious stone shop in Mingora.

Mingora (tiếng Pashtun: مینګورہ) là một thành phố lớn nhất huyện Swat thuộc Khyber-Pakhtunkhwa, Pakistan. Thành phố có dân số ước tính năm 2010 là 279.914 người. Đây là thành phố lớn thứ 22 quốc gia này. Thành phố này nằm ở độ cao 984 mét và nằm hai bên bờ sông Swat, 2 km so với Saidu Sharif, thủ phủ của Swat. Thành phố đã từng là một điểm đến du lịch lớn và được nữ hoàng Elizabeth mô tả là "Thụy Sĩ của Đế quốc Anh. Tuy nhiên, với sự trỗi dậy của Taliban ở Pakistan ngành du lịch đã chịu ảnh hưởng bởi các cuộc đụng độ giữa Taliban và chính phủ. Trong tháng 3 năm 2009 thành phố này, cũng như ở những nơi khác ở Swat, đã thuộc quản lý của Taliban do một thỏa thuận hòa bình với chính phủ. Tuy nhiên, thỏa thuận nhanh chóng đổ vỡ và tháng 5 năm 2009 khi lực lượng chính phủ đã giao tranh ác liệt với Taliban để chấm dứt chiếm đóng thành phố. Thành phố hiện đang được kiểm soát bởi quân đội.

## Nhân vật nổi tiếng
- Malala Yousafzai, hoạt động, giải Nobel Hòa bình năm 2014